# Amorphis
Amorphis is een Finse heavymetalband, opgericht in 1990 door Jan Rechberger en Esa Holopainen. De eerste jaren was het een louter deathmetalband, maar later werden ook meer folk-, progressieve en melodische elementen toegevoegd.
Amorphis is bekend vanwege hun Engelse vertaling van het Finse epos, Kalevala, als de bron voor hun teksten. De band heeft onder meer samengewerkt met de Nederlandse zangeres Anneke van Giersbergen, die meezong op het nummer Amongst Stars van het album Queen of Time.

## Bandleden
- Tomi Joutsen - zanger
- Esa Holopainen - gitarist
- Tomi Koivusaari - gitarist
- Santeri Kallio - toetsenist
- Olli-Pekka Laine - bassist
- Jan Rechberger - drummer

## Vroegere leden
- Pasi Koskinen - zanger (1996-2004)
- Pekka Kasari - drummer (1996-2002)
- Niclas Etelävuori - basgitarist (2000-2017)

## Discografie

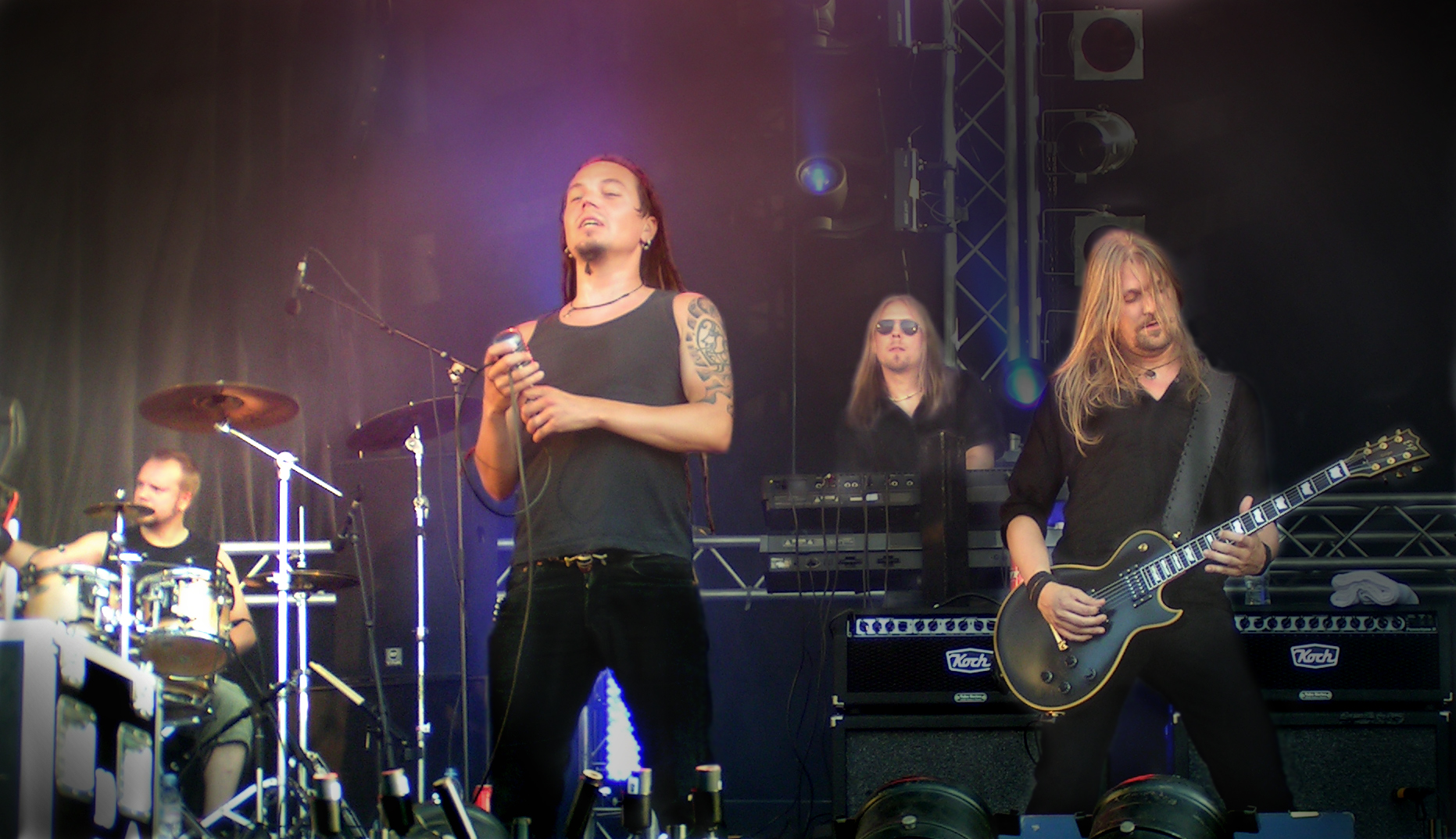
Amorphis tijdens een liveoptreden op Ruisrock (2006)

### Albums
- 1992 - The Karelian Isthmus
- 1994 - Tales from the Thousand Lakes
- 1996 - Elegy
- 1999 - Tuonela
- 2000 - Am Universum
- 2003 - Chapters (compilatie-cd en -dvd)
- 2003 - Far from the Sun
- 2006 - Eclipse
- 2007 - Silent Waters
- 2009 - Skyforger
- 2010 - Magic and Mayhem - Tales from the Early Years
- 2011 - The Beginning of Times
- 2013 - Circle
- 2015 - Under the Red Cloud
- 2018 - Queen of Time
- 2022 - Halo

### Singles en EP's
- 1991 - Amorphis
- 1993 - Privilege of Evil
- 1994 - Black Winter Day
- 1997 - My Kantele
- 1999 - Divinity
- 2001 - Alone
- 2003 - Day of Your Beliefs
- 2003 - Evil Inside
- 2006 - House of Sleep
- 2006 - The Smoke
- 2007 - Silent Waters
- 2009 - Silver Bride
- 2009 - From the Heaven of My Heart
- 2011 - You I Need
- 2013 - Hopeless Days
- 2013 - The Wanderer
- 2015 - Death of a King
- 2015 - Sacrifice
- 2016 - Separated
- 2018 - The Bee